# جان بارتون (بازیکن فوتبال، زاده ۱۹۵۳)
جان بارتون (انگلیسی: John Barton؛ زادهٔ ۲۴ اکتبر ۱۹۵۳) بازیکن فوتبال اهل بریتانیا است.
از باشگاه‌هایی که در آن بازی کرده‌است می‌توان به باشگاه فوتبال دربی کانتی، باشگاه فوتبال کیدرمینستر هاریرس، باشگاه فوتبال اورتون، و باشگاه فوتبال ووستر سیتی اشاره کرد.